# Sołopieciszki
Sołopieciszki (biał. Салапяцішкі; ros. Салопятишки) – wieś na Białorusi, w obwodzie grodzieńskim, w rejonie werenowskim, w sielsowiecie Dociszki. W źródłach spotykane są także nazwy Sołopaciszki oraz Sołopieciszka.
W dwudziestoleciu międzywojennym leżały w Polsce, w województwie nowogródzkim, w powiecie lidzkim, do 19 maja 1930 w gminie Koniawa, następnie w gminie Raduń.
Od 1934 do 1940 w tutejszym majątku należącym do Wiktora Żylińskiego mieszkała jego żona, polska pisarka Jadwiga Żylińska.